# Cinc fragments
Els Cinc fragments, op. 42 és una suite per a petita orquestra composta el 9 de juny de 1935 per Dmitri Xostakóvitx. Va ser l'única obra, a part de la música per a cinema, que va compondre aquell any. El va abordar com a treball preparatori per a la composició de la versió final de la Simfonia núm 4.
No es va interpretar durant 29 anys després de la seva finalització, i Xostakóvitx va indicar el 1941 que considerava que no tenia prou qualitat per interpretar-la o publicar-la. A la dècada de 1960, va enviar una fotocòpia de la partitura amb les seves correccions i l'orquestració modificada a Ihor Blajkov, que va dirigir l'estrena mundial el 26 d'abril de 1965, amb l'⁣Orquestra Filharmònica de Leningrad.
Malgrat la seva reticència inicial a donar a conèixer els Cinc fragments, Xostakóvitx va expressar la seva satisfacció per la música després de la seva estrena. Edisson Deníssov va elogiar la partitura "de cambra" de l'obra i va dir que mereixia ser estudiada de prop pels compositors.

## Origen i context
Xostakóvitx va començar a planificar l'obra que finalment es va convertir en la seva Simfonia núm. 4 el 1931. L'any 1935, va rebutjar el primer esborrany del primer moviment i va començar a crear una nova versió de l'obra. En un article publicat l'11 d'abril, va dir que volia compondre música de cambra i instrumental abans d'embarcar-se en la "gran feina" d'escriure l'esborrany final de la simfonia. Entre les obres que va contemplar escriure hi havia un quartet de corda i una sonata per a violí, però l'única partitura que va produir aquell any a part de la música per al cinema va ser els Cinc fragments.
En una entrevista de 1973, Xostakóvitx va confirmar que la música estava pensada com a esbossos d'una obra més gran que mai no es va arribar a fer. Segons Laurel Fay i Marina Frolova-Walker, els Cinc fragments prefiguraven aspectes de la Simfonia núm. 4, i el primer els anomenava "treball preparatori" per a la peça més gran. També va descriure l'obra com el seu intent de crear un "equivalent instrumental" als cicles de cançons de Gustav Mahler.
Els Cinc fragments es van designar inicialment "op. 43", però més tard es van assignar op. 42. Tot i formar part de la llista d'obres de Xostakóvitx, va estar sense interpretar durant 29 anys. El compositor va indicar a Grigori Xneierson en una carta del 28 de gener de 1941, que no creia que l'obra tingués prou qualitat per ser interpretada o publicada.
No va ser fins a la dècada de 1960 que Xostakóvitx va expressar interès a donar a conèixer els Cinc fragments. Va enviar fotocòpies d'algunes de les seves obres de la dècada de 1930 al director d'orquestra Ihor Blajkov, que estava interessat en la seva música antiga, i va modificar l'orquestració en tres llocs; el més destacat és el doblament de la nota superior de l'últim acord amb un xilòfon, l'única vegada que s'utilitza l'instrument en tota l'obra.

## Música
La partitura consta de cinc moviments:
1. Moderato
2. Andante
3. Largo
4. Moderato
5. Allegretto

Levon Akopian va assenyalar que la música s'absté de la fortalesa i els tempos ràpids. Una interpretació típica dura aproximadament 9 minuts.

## Estrena
L'estrena mundial dels Cinc fragments va tenir lloc el 26 d'abril de 1965 a la Sala Filharmònica de Leningrad, interpretada per l'⁣Orquestra Filharmònica de Leningrad dirigida per Ihor Blajkov. La primera actuació fora de la Unió Soviètica va tenir lloc a Londres a St John's, Smith Square el 24 de maig de 1977, interpretada per l'⁣Orquestra Simfònica de Kensington dirigida per Leslie Head. Blajkov va dirigir l'⁣Orquestra de Cambra de Kíev en el primer enregistrament dels Cinc fragments, que va ser publicat per Melodiya el 1975. La partitura va ser publicada per primera vegada per Muzika el 1984.

## Recepció

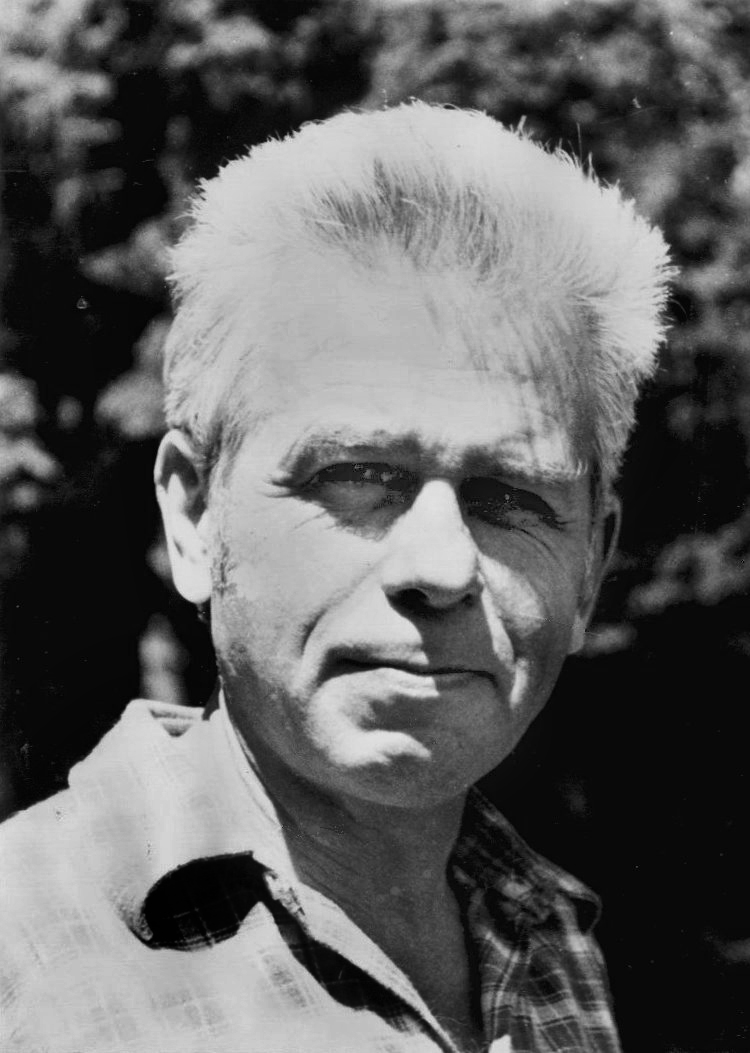
Edison Deníssov era un admirador dels Cinc fragments

La malaltia va impedir que Xostakóvitx pogués assistir a l'estrena mundial dels Cinc fragments. En una carta a Blajkov, datada el 27 d'abril de 1965, va informar el director que encara estava malalt i no podia viatjar a Leningrad, però que la seva filla Galina visitaria la ciutat aviat i que li donés una còpia de la gravació interna de l'estrena mundial. Li va dir al seu alumne Vladislav Uspenski l'11 de maig que estava "per descomptat molt content" de tenir la feina feta. El 21 de setembre, Xostakóvitx va escriure a Blajkov:
Gràcies ... per tot el que estàs fent per mi. He escoltat la gravació dels meus Cinc fragments. Es van interpretar magníficament i en general m'agraden aquestes petites peces.
Edison Deníssov era un admirador de l'obra i va dir que mereixia ser estudiada de prop pels compositors. Va elogiar com Xostakóvitx va utilitzar l'orquestra "com la suma de diferents conjunts, escollits individualment per a cadascuna de les cinc peces" per crear un so "de cambra".
En una ressenya per a MusicWeb International de l'enregistrament de Mark Elder dels Cinc fragments amb la City of Birmingham Symphony Orchestra, Colin Clarke va qualificar l'obra de "pertorbadora" i que semblava suggerir que "Xostakóvitx diu que això és el que realment escriu quan en té l'oportunitat".